# Orthotrichia
Orthotrichia – chruścik (Insecta: Trichoptera) z rodziny Hydroptilidae. Są to małe gatunki, larwy i imagines nie przekraczają kilku milimetrów. Larwy budują przenośne domki z przędzy jedwabnej, wielkością i pokrojem przypominające nasiono kminku. Larwy są 'glonopijcami' – nakłuwają komórki glonów i wysysają cytoplazmę (stąd zaliczane są do funkcjonalnej grupy troficznej – wysysaczy). Chruściki z rodzaju Orthotricha zasiedlają rzeki i jeziora różnego typu troficznego. W jeziorach eutroficznych bardzo licznie występuje Orthotrichia costalis.
W Polsce wykazano występowanie następujących gatunków:
- Orthotrichia angustella (McLachlan, 1865)
- Orthotrichia costalis (Curtis, 1834)
- Orthotrichia tragetti Mosely, 1950